# Бре (Ер)
Бре (фр. Bray) насеље је и општина у северној Француској у региону Горња Нормандија, у департману Ер која припада префектури Берне.
По подацима из 2011. године у општини је живело 359 становника, а густина насељености је износила 61,37 становника/km². Општина се простире на површини од 5,85 km². Налази се на средњој надморској висини од 145 метара (максималној 161 m, а минималној 143 m).

## Демографија
| 1962. | 1968. | 1975. | 1982. | 1990. | 1999. | 2011. |
| ----- | ----- | ----- | ----- | ----- | ----- | ----- |
| 202   | 208   | 191   | 189   | 244   | 246   | 359   |

График промене броја становника у току последњих година